# 성수동미디어그룹
주식회사 성수동미디어그룹 (SSD Media Group)은 SSD HOLDINGS 의 자회사로 대한민국의 종합미디어 중소기업이다
디지털마케팅, ATL & BTL, 라이브커머스, 매니지먼트, MICE 국제회의, 전시기획, 해외콘서트, 드라마 및 영화 기획/제작/투자 사업부분이 분할된 회사이다.
전신은 주식회사 신한이며, 사모투자전문회사의 대규모 투자유치와 인수합병(M&A) 통해 사명을 주식회사 성수동미디어그룹으로 변경 하였다.
본사 사옥은 서울특별시 성동구 아차산로 17 (성수동1가) 서울숲 L-TOWER에 위치하고 있으며, 북미지사 - 캐나다 (밴쿠버) / 유럽지사 - 독일 (프랑크푸르트) 에 위치하고 있다.
자제적으로 라이브커머스와 광고제작을 위한 STUDIO 78을 성수동 사옥에 함께 위치하고 미디어콘텐츠 및 종합광고를 위한 STUDIO CHROMA는 경기도 남양주시에 위치하고 있다.

## 프로젝트
- KPOP NATION in EUROPE & NORTH AMERICA
KPOP NATION은 (주)성수동미디어그룹에서 자체적으로 기획, 투자, 운영하는 초대형 해외 콘서트 브랜드로 100% 한국자본으로 진출하는 최초의 Kpop Festival이다. 매년 유럽과 북미에서 스타디움급 규모로 진행 예정이며, 향후 이를 더욱 확장하여 아시아 대륙 별로 순차적으로 진행 예정이다.

- K-POP FLEX in EUROPE
K-POP FLEX는 (주)성수동미디어그룹과 (주)세중그룹의 투자로 (주)SBS에서 진행하는 K-POP 콘서트 브랜드이다. 2022년 5월 14일 독일 프랑크푸르트를 시작으로 영국, 스페인과 포르투갈에서 K-POP FLEX를 진행한다.

- ARTIST'S WORLD TOUR OPERATING
K-POP 아티스트들의 해외공연, 월드투어를 기획 및 운영하며, 해외가수들을 한국에 초청하여 내한공연을 기획한다.

- K-DRAMA & K-MOVIE EXIHIBITION
한국 드라마와 영화가 해외에서 성공적으로 유통 및 배급이 될 수 있도록 지원하고 성공적으로 판권을 수출 할 수 있도록 지원하고 있다.

- PETOPIA FESTIVAL
판매 위주의 기존 펫 전시회를 탈피하여 반려동물과 반려가족이 모두 참여하는 진정한 페스티벌을 기획하고 있다.

-  SMALL LUXURY HOTEL, MARKETING & MEMBERSHIP
작지만 고급스럽고 알차게 운영하는 부티크 호텔이 OTA를 통한 예약 패턴에서 벗어나 다이렉트 예약율을 제고할 수 있는 마케팅 플랫폼을 개발하고 있다. 또한 부티크 호텔들을 위한 멤버십 프로그램을 통해 고객의 충성도를 높일 수 있는 전략을 제시한다.

- META HUMAN, PUBLISHING & MANAGENT
인플루언서 또는 셀레브리티 역할을 담당하게 될 인간과 동일한 외형의 수 종의 메타휴먼을 개발에 매진하고 있다.
- MEDIA CONTENT & FILM PRODUCTION INVESTMENTS
전세계 대상으로 파급력이 높은 시나리오를 발굴하여 방송 프로그램 및 넷플릭스 오리지널 시리즈와같은 OTT 기반으로 서비스할 수 있는 영화, 드라마 시리즈를 제작 참여하고 K-Content의 IP 확보와 함께 사업화를 위한 투자를 진행하고 있다. 자체적 투자 및 다양한 콘텐츠 펀드와의 제휴를 통한 재원 확보와 함께 적극적인 투자 검토를 진행하고, 투자 집행을 하고 있다.
- FILMMAKERS & REAL ESTATE
국내외 미디어 제작사와 스튜디오를 발굴하여 대규모 투자를 통한 인수합병을 추진하고 있으며, 국내외 부동산 투자 및 개발을 적극적으로  진행하고 있다.

## 조직
- 전략기획본부

○ 투자사업팀
○ 경영지원팀
○ 재경팀
○ 법무팀
- 미디어콘텐츠사업부
- 영화사업부
- 공연사업부
- MICE 사업부
- ATL & BTL 사업부
- 라이브커머스/홈쇼핑사업부
- 매니지먼트사업부
- 플랫폼개발사업부
- 유통사업부
- 신사업부